# Jean-Marie Evrard (senator)
Jean-Marie Evrard (Gouy-lez-Piéton, 14 juli 1930 ― Mont, 26 november 2021) was een Belgisch senator.

## Levensloop
Evrard werd beroepshalve dokter.
Hij was tevens politiek actief voor de PSC en werd voor deze partij in 1977 verkozen tot gemeenteraadslid van Profondeville, waar hij van 1977 tot 1985 OCMW-voorzitter en van 1985 tot 2002 burgemeester was. Ook was hij van 1977 tot 1987 provincieraadslid van de provincie Namen. 
Van 1987 tot 1995 zetelde hij eveneens in de Belgische Senaat : van 1987 tot 1991 als provinciaal senator voor de provincie Luxemburg en van 1991 tot 1995 als provinciaal senator voor de provincie Namen.

## Bron
- Laureys, V. en Van den Wijngaert, M., De geschiedenis van de Belgische Senaat 1831-1995, Tielt, Lannoo, 1999.